# Isn’t Anything
Az 1988-as Isn't Anything a My Bloody Valentine debütáló nagylemeze. 17 hetet töltött a UK Independent Chart-on, 1988 decemberében vezette a listát. Szerepel az 1001 lemez, amit hallanod kell, mielőtt meghalsz című könyvben.

## Az album dalai
|     | Cím                                     | Szerző(k)                     | Hossz |
| --- | --------------------------------------- | ----------------------------- | ----- |
| 1.  | Soft as Snow (but Warm Inside)          | Kevin Shields, Colm Ó Cíosóig | 2:21  |
| 2.  | Lose My Breath                          | Bilinda Butcher, Shields      | 3:37  |
| 3.  | Cupid Come                              | Butcher, Shields              | 4:27  |
| 4.  | (When You Wake) You're Still in a Dream | O'Ciosoig, Shields            | 3:16  |
| 5.  | No More Sorry                           | Butcher, Shields              | 2:48  |
| 6.  | All I Need                              | Shields                       | 3:04  |
| 7.  | Feed Me with Your Kiss                  | Shields                       | 3:54  |
| 8.  | Sueisfine                               | Shields, O'Ciosoig            | 2:12  |
| 9.  | Several Girls Galore                    | Butcher, Shields              | 2:21  |
| 10. | You Never Should                        | Shields                       | 3:21  |
| 11. | Nothing Much to Lose                    | Shields                       | 3:16  |
| 12. | I Can See It (but I Can't Feel It)      | Shields                       | 3:10  |

## Közreműködők
- Kevin Shields – gitár, ének
- Bilinda Butcher – gitár, ének
- Colm Ó Cíosóig – dob
- Debbie Googe – basszusgitár
- My Bloody Valentine – producer
- Dave Anderson – hangmérnök
- Steve Nunn – hangmérnök
- Alex Russell – hangmérnök
- Joe Dilworth – fényképek

## Fordítás
Ez a szócikk részben vagy egészben az Isn't Anything című angol Wikipédia-szócikk ezen változatának fordításán alapul.  Az eredeti cikk szerkesztőit annak laptörténete sorolja fel. Ez a jelzés csupán a megfogalmazás eredetét és a szerzői jogokat jelzi, nem szolgál a cikkben szereplő információk forrásmegjelöléseként.